# 1 Pułk Grenadierów Warszawy
1 Pułk Grenadierów Warszawy – oddział piechoty Wojska Polskiego we Francji.
Pułk został sformowany we Francji na podstawie polsko-francuskiej umowy z 9 września i protokołu wykonawczego z 21 września 1939, pułk wziął udział w kampanii francuskiej. Walczył między innymi na pozycji pośredniej linii Maginota i pod Steinbach. Bronił Honskirch i Vittersbourg i prowadził działania opóźnaiące nad kanałem Marna-Ren.

## Formowanie
Sformowany na mocy rozkazu dowódcy oddziałów polskich we Francji gen. Stanisława Maczka z 13 listopada 1939, jako 1 pułku piechoty. Od 3 maja 1940 przyjął nazwę 1 Pułku Grenadierów Warszawy.
Pułk organizował się w obozie Coëtquidan w Bretanii. Organizatorem pułku i jego pierwszym dowódcą był ppłk dypl. Gustaw Łowczowski. 6 kwietnia 1940 zastąpił go płk dypl. Szymon Kocur.
Warunki życia w obozie, zwłaszcza w pierwszych miesiącach, były spartańskie. Nie było stołów, ławek, łóżek, koców i pościeli.
Umundurowanie żołnierzy stanowiły błękitne mundury francuskie z okresu pierwszej wojny światowej, oraz kepi, berety lub furażerki. Dla wielu brakowało obuwia.
W kwietniu 1940 pułk otrzymał nowe mundury i oporządzenie. Na naramiennikach mundurów francuskich noszono polskie stopnie wojskowe, a na nakryciach głowy znak orła.
Podstawowym karabinem grenadiera był przestarzały karabin Lebela, a bronią zespołową ciężki karabin maszynowy Hotchkiss. Radiostacje ER-17 i ER40 też nie gwarantowały utrzymania stałej łączności.

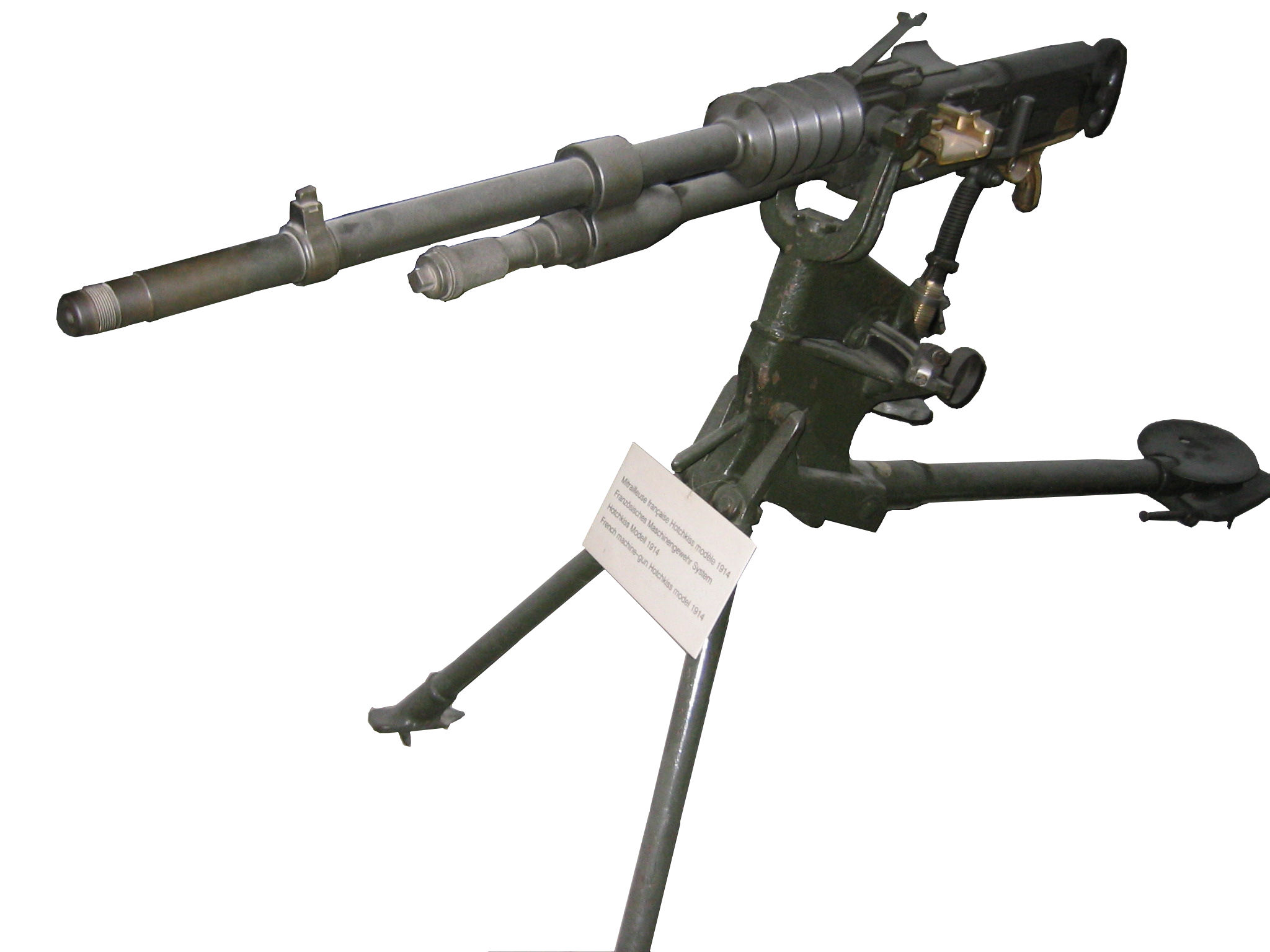
ciężki karabin maszynowy Hotchkiss stanowił uzbrojenie zespołowe batalionów

Tabor pułku był zmotoryzowany. Do przewożenia amunicji w strefie walki służyły bardzo dobre ciągniki gąsienicowe (nie posiadały jednak uzbrojenia). Kuchnie polowe oraz biedki sprzętowe posiadały zaprzęg konny.
Pułk składał się z żołnierzy przybyłych z kraju i pochodzących z emigracji, głównie z Francji. Z kraju pochodziło około 25% stanu osobowego pułku.
Niemal cały korpus oficerski pochodził z Polski. Jego połowę stanowili oficerowie służby stałej. Środowisko oficerskie i szeregowi czasami oskarżało starszych oficerów o klęskę wrześniową. Oficerowie rezerwy zajmowali na ogół niższe etaty oficerskie. Podoficerowie z emigracji nie prezentowali wysokiego poziomu wiedzy i umiejętności.
Szeregowi pułku pochodzący z kraju wywodzili się głównie spośród żołnierzy września internowanych w Rumunii i na Węgrzech oraz spośród młodzieży szkolnej przepojonej duchem patriotyzmu. Narażała ona często życie i zdrowie, by dostać się do oddziałów polskich i walczyć o wolność kraju.
Trzon środowiska grenadierskiego stanowili jednak żołnierze posiadający obywatelstwo polskie, ale na stałe zamieszkali na emigracji, głównie we Francji. Większość z nich ulegała agitacji komunistycznej i antywojennej rozpowszechnianej we francuskich środowiskach robotniczych. Początkowo lekceważyli oni zewnętrzne formy dyscypliny oraz domagali się lepszego traktowania. Ich wymagania socjalne były znacznie wyższe niż żołnierzy pochodzących z kraju. Wymagali oni długotrwałej i systematycznej pracy wychowawczej.

## Działania zbrojne
Przegrupowanie pułku w strefę przyfrontową w Dolnej Lotaryngii, w rejon Colombey-les-Belles rozpoczęto 16 kwietnia 1940. Wspólnie z innymi oddziałami 1 DGren pułk stanowić miał odwód francuskiej 4 Armii. W dalszym ciągu organizował się i szkolił.
15 maja 1940 1 Dywizja Grenadierów skierowano do odwodu dowódcy 2 Grupy Armii gen. Gastona Pretelata. 1 pułk wykonał marsz w rejon Luneville. Tam uzupełniono sprzęt i amunicję. Stosunki między oficerami i żołnierzami poprawiły się, wzrosło wzajemne zaufanie. 5 czerwca pododdziały 1 pułku rozpoczęły przegrupowanie. Marszami nocnymi zajęły 8 czerwca na południowy zachód od Sarraibe na pozycji pośredniej linii Maginota. Od 9 do 14 czerwca pułk organizował obronę pozycji pośredniej od rzeki Saary w kierunku zachodnim, w okolicach Honrskirch. Zamykał też przejście na kierunku Hinsingen – Insviller i organizował wysunięty punkt oporu w Bissert. Prace nad organizowaniem pozycji obronnej rozpoczęto 9 czerwca w godzinach popołudniowych. 3 batalion 13 czerwca skierowany został do dyspozycji dowódcy kolonialnego 41 pułku piechoty. Rozwinął się w rejonie wioski Steinbach i stanowił odwód sił broniących głównej pozycji. 14 czerwca grenadierzy po raz pierwszy weszli do walki. Niemiecki 243 pułku płk Zellnera 60 dywizji gen. Eberhardta wyparł z bunkrów część załóg francuskich. Na rozkaz dowódcy 41 pp, 3 batalion grenadierów wykonał kontratak. Bunkry zostały odbite. Wieczorem około 21.00 batalion mjr. Fugiewieza, podobnie jak polska artyleria, wrócił w pas obrony 1 Dywizji Grenadierów.

### Obrona Honskirch i Vittersbourg
Nocą z 14 na 15 czerwca 1 pułku grenadierów przegrupował się. 1 batalion zajął odcinek obrony 2 pułku grenadierów w rejonie Vittersbourg, a 3 batalion przeszedł do odwodu dywizji. Pierwszy kontakt ogniowy z przeciwnikiem batalionem mjr. Szczerbo-Rawicza obsadzającym rejon Vittersbourg i z batalion mjr. Adama Szydłowskiego broniącym Honskirch nastąpił już około 10:00. Początkowo była to wymiana ognia z niewielkimi siłami wroga.
Planowe uderzenie wykonał przeciwnik na odcinku 1 batalionu około godz. 11:00. Artyleria niemiecka położyła silną nawałę ogniową na punkt oporu 2 kompanii. Śmiertelne ranny został m.in. jej dowódca kpt. Jan Tuszyński. Natarcia niemieckie zarówno z marszu jak i po przygotowaniu artyleryjskim załamywały się w ogniu polskiej artylerii i działania piechoty. Linia polskiej obrony pozostała bez zmian do 23:30, kiedy to batalion na rozkaz wycofał się w celu zamknięcia kierunku Insviller-Loudrefmg.
Również 2 batalion załamał natarcie nieprzyjacielskiej piechoty. Utrzymał się an pozycjach do godzin nocnych. Opuszczanie stanowisk i marsz na Albestroff-Lostroff odbyły się planowo i bez przeszkód ze strony przeciwnika.

### Działania pod Rorbach-lès-Dieuze
16 czerwca pułk przygotowywał obronę na linii Dieuze-Azoudange. 2 batalion wycofał się w rejon Guinzeling, a 1 batalion w rejon Loudrefing, z zadaniem prowadzenia działań opóźnianiających i wycofania się w kierunku na Azoudange. 3 batalion został skierowany do odwodu dywizji.
O 4:20 oddziały niemieckiej 75 Dywizji gen. Hammera uderzyły z marszu na 2 batalion mjr. Szydłowskiego. Celny ogień grenadierów załamał natarcie z marszu. Po rozpoznaniu lotniczym i przygotowaniu artyleryjskim przeciwnik uderzył po raz drugi na batalion. Główne uderzenie przyjęły na siebie 5 i 6 kompania. Doszło do walki wręcz. Niemcy wycofali się kilkaset metrów. Zdobyto 2 armatki ppanc i 3 ckm. Na kierunku 5 kompanii piechota z trudem utrzymała stanowiska, ale wsparcie artylerii zmniejszyło siłę niemieckiego ataku.
Około 10:00 nieprzyjaciel wznowił natarcie. Dokonał obejścia 2 batalionu od strony zachodniej. Dowódca pułku zmuszony był wydać rozkaz do wycofania w rejon Guermange-Desseling. Nieprzyjaciel wcześniej jednak obsadził wzgórze pod Guermange i prowadził stamtąd ostrzał. Pododdziały zostały oskrzydlone przez jednostki zmotoryzowane i musiały się przebijać przez zajęty teren. Poniesiono duże straty. Wycofywano się w nieładzie, a bataliony myliły marszruty.
Walki z oddziałami 12 Korpusu gen. Gotharda Henrici w rejonie Rorbach-lès-Dieuze przyniosły 1 pułkowi ogromne straty. W ocenie dowódcy pułku z 1 batalionu uratowało się tylko 30% stanu osobowego, a z 2 batalionu około 50% żołnierzy. Wysłane przez dowódcę pułku i dowódcę dywizji pododdziały do wsparcia walki wycofujących się batalionów nie były w stanie przebić się przez zamykający się pierścień okrążenia.

### Walki nad kanałem Marna-Ren
17 czerwca, będący w odwodzie dywizji 3 batalion, został skierowany do Moussey. Rozbity 1 i 2 batalion ześrodkowały się w rejonie Leintrey i odtwarzały zdolność bojową. Stanowiły jednocześnie odwód dywizyjny. Dywizja siłami 2 i 3 pułku przygotowywała się do obrony na linii kanału Marna-Ren. 3 batalion mjr. Fuglewicza, podporządkowano dowódcy 3 pułku płk. Wnuka. Na północnej stronie kanału, działając jako czata, pozostała 10 kompania kpt. Smoczkiewicza.
Pozostałe bataliony będące w odwodzie dywizji odtwarzały zdolność bojową. Mimo trudnej sytuacji dowódca piechoty dywizyjnej płk Grabowski już o 15.00 nakazał im zajęcie rejonu Remoncourt, jako podstawy do kontrataku w kierunku prawego skrzydła 3 batalionu. W trakcie marszu zadanie dla 1 i 2 batalionu odwołano. 9 kompania kpt. Sitnego obroniła śluzę, a odwód dywizyjny wycofał się do Leintrey.
Niemcy jednak sforsowali kanał na odcinku francuskiego 51 pułku. Nieprzyjaciel zaczął zagrażać prawemu skrzydłu 3 batalionu. Zostało ono osłonięte 10 kompanią kpt. Smoczkiewicza, a potem na zagrożony odcinek dowódca 2 pgren wysłał swój 1 batalion. Część odwodu dywizyjnego z oddziałem rozpoznawczym kontratakowała z powodzeniem na odcinku 2 pułku. W nocy odwodowe bataliony jeszcze kilkakrotnie stawiane były w stan pełnej gotowości. Żołnierze nie mogli odpocząć.

### Walki pod Baccarat
Nastroje panujące w społeczeństwie francuskim i w szeregach wojsk francuskich wskazywały na brak woli walki. Część społeczeństwa Francji i jej żołnierzy przyjęli z entuzjazmem zapowiedź rządu Petaina o rozmowach z Niemcami w sprawie zawieszenia broni.
19 czerwca pułk osiągnął rejon lasu na południe od Merviller. 1 i 2 batalion stanowił odwód 20 Korpusu. W godzinach popołudniowych dołączył do pułku 3 batalion mjr. Fuglewicza.
O 16:00 pododdziały przystąpiły do obsadzania Merviller i lasu na południe od niej celem zamknięcia kierunku na Baccarat.
Miejscowości bronił 1 batalion, lasu na południowy zachód od niej 2 batalion, a do odwodu skierowano 3 batalion. Przed przednim skrajem znajdowały się pododdziały francuskie, które od 19.00 wycofywały się w nieładzie, często nawet bez broni. Wkrótce potem na przedpolu zaobserwowano działania czołowych elementów ugrupowania bojowego nieprzyjaciela. Przeciwnik zajął Reherrey oraz Brouville i las na południe od niej. Przed nocą niemieckie patrole rozpoznawały polskie linie obronne.
Rano 20 czerwca nieprzyjaciel przystąpił do natarcia na Baccarat bronionego przez 2 pułk grenadierów i na las obsadzony przez 2 batalion 1 pułku. Niemcy atakowali patrolami. Około 11:00 rozkaz telefoniczny nakazał wycofać batalion w kierunku Baccarat na drugą stronę Meurthe. Rozkaz ten okazał się fałszywy. O 12:00, tym razem już francuskie dowództwo wydało zarządzenie nakazujące wycofanie się przez las do Baccarat, a stamtąd na Raon l'Etape.
W pierwszej kolejności wyszedł z walki 1 batalion obsadzający Merviller, a za nim 2 i 3 batalion. Wycofanie pułku ubezpieczała 9 kompania wzmocniona plutonem karabinów maszynowych i działkiem ppanc.
W Raon-l’Étape pułk znalazł się około 14:00 i przystąpił do obrony wyznaczonych pozycji. 1 batalion zajął rejon na północy miasta, 3 batalion obsadził zachodnią jego część, a 2 batalion pozostał w odwodzie. Sąsiadami z południowego zachodu był 2 pułk i z północnego wschodu 3 pułk. Mer miasta, podobnie jak w Baccarat, ogłosił Raon l'Etape miastem otwartym i zapewniał ludność, że nie będzie ono bronione.
Do miasta przybywały nowe, często zdemoralizowane, oddziały francuskie. Wieczorem pod miasto podeszli Niemcy. Nie zdecydowali się jednak na natarcie.
Około 22:00 dowódca otrzymał rozkaz wycofania pułku na południe w rejon lasu la Hollande i przygotowania się do działania jako odwód dywizji. W tym samym czasie w budynku merostwa w Hurbache zarządzono odprawę dowódców jednostek. Po złożeniu meldunków sytuacyjnych, gen. Duch podjął decyzję kontynuowania walki do czasu kapitulacji Francuzów oraz przypomniał, że dywizja kapitulować nie będzie.

### Wykonać 4444
W godzinach rannych 21 czerwca gen. Duch wydał rozkaz nadania sygnału „4444”.Ocenił on, że oddziały dywizji wypełniły z nawiązką swój obowiązek wobec sojusznika i ich działanie dobiegło końca.
Dywizja polska była okrążona, a w najbliższej okolicy nie było jednostek francuskich zdolnych do prowadzenia zorganizowanych działań bojowych.
Do pododdziałów 1 Pułku Grenadierów Warszawy sygnał dotarł w godzinach przedpołudniowych. Przystąpiono do palenia dokumentów i niszczenia sprzętu. Część dokumentów została zabezpieczona, zapakowane do skrzyń, które następnie zakopano. Niszczono też broń, by nie dostała się w ręce Niemców. Powszechnie obawiano się, że wobec Polaków Niemcy nie będą tak tolerancyjni, jak wobec żołnierzy francuskich. Z tego względu część żołnierzy polskich wolała zatrzymać przy sobie broń krótką. Żołnierze samorzutnie organizowali się w grupy i przedzierali przez pierścień okrążenia. Były to małe grupki, które podejmowały wysiłek dotarcia na południe Francji lub do Szwajcarii, a często i do domów rodzinnych. Oficerom i żołnierzom z kasy pułkowej zostały wydane pieniądze, aby ułatwić przedarcie się przez pierścień okrążenia.

### Dalsze losy grenadierów

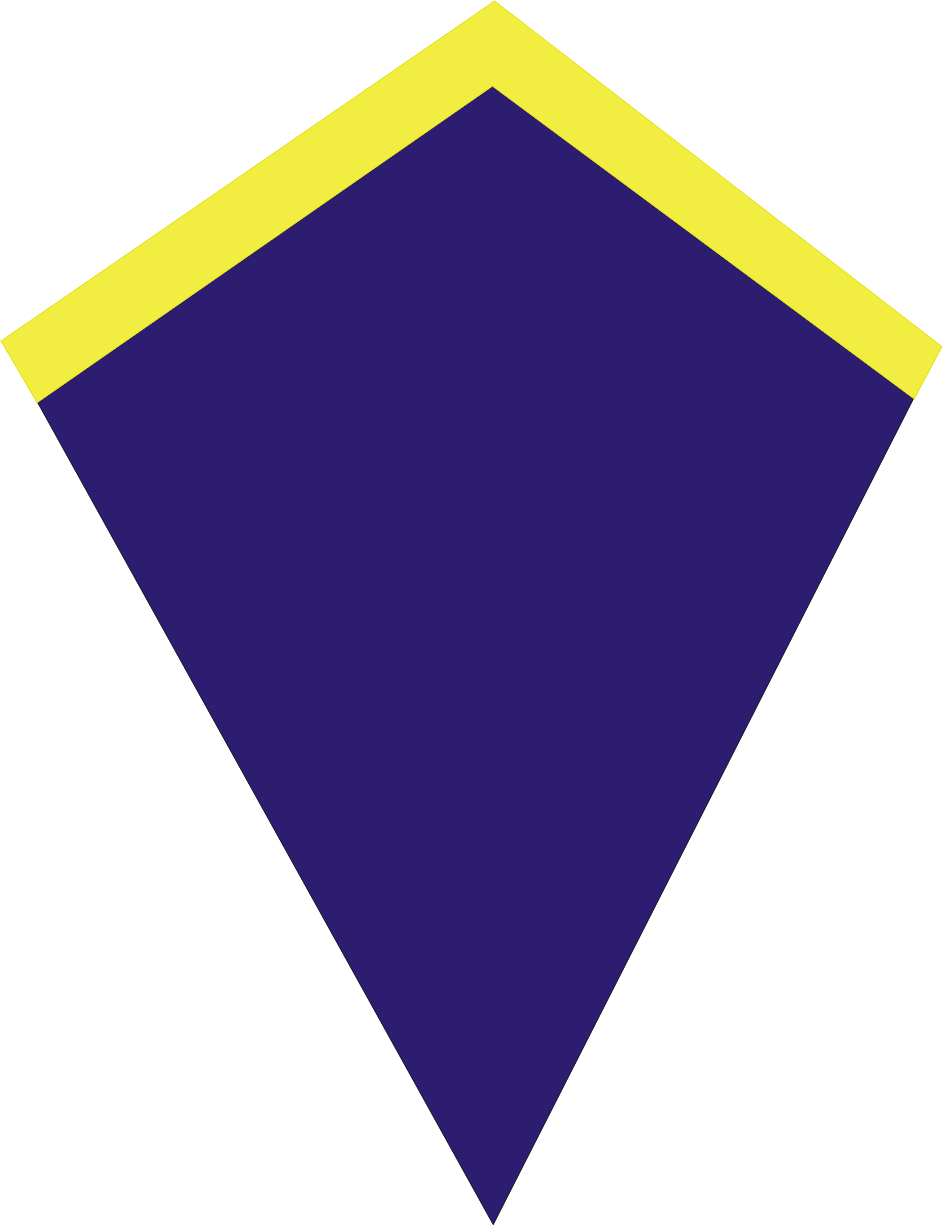
patka na kurtkę szeregowca

Bardzo wielu grenadierów z powodu ran, wyczerpania i nieprzychylnego stosunku wojska francuskiego do Polaków dostało się do niewoli niemieckiej.
Część przedostała się do oddziałów polskich w Wielkiej Brytanii. Zasilili oni szeregi głównie 4 Dywizji Piechoty, której jeden z batalionów przejął tradycje 1 Pułku Grenadierów Warszawy.
Do Szkocji dotarł także dowódca pułku, płk Kocur oraz mjr Szczerbo-Rawicz.
Do Szwajcarii przedostało się około 50 grenadierów, z których część powtórnie przekroczyła granicę. W Szwajcarii weszli oni w skład 2 Dywizji Strzelców Pieszych, zasilając w zdecydowanej większości obozy żołnierskie 4 pułku strzelców pieszych.
Wielu żołnierzy, pochodzących głównie z emigracji, zasiliło szeregi polskiego lub francuskiego ruchu oporu, pomimo że w chwili ogłoszenia rozkazu o rozproszeniu, jedynym ich celem był szybki powrót do swoich rodzin.
Za wybitne zasługi bojowe 20 czerwca 1940 płk Kocur wystąpił z wnioskami o nadanie 37 żołnierzom Krzyży Virtuti Militari i 188 żołnierzom Krzyży Walecznych.

## Struktura organizacyjna i obsada personalna

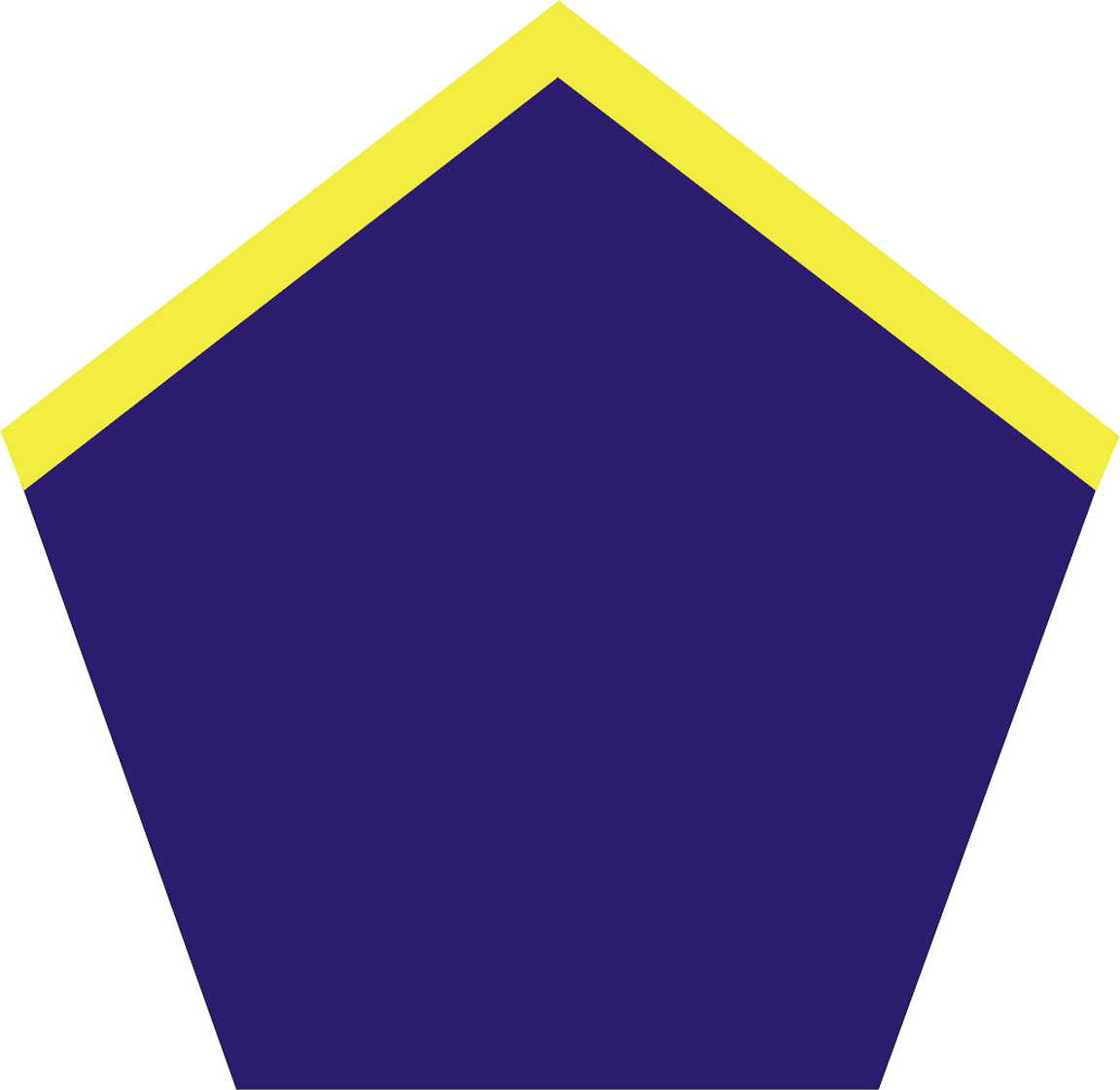
patka na kurtkę oficerską

| dowódca pułku    | płk dypl. Szymon Kocur    |
| szef sztabu      | mjr dypl. Andrzej Hytroś  |
| oficer dowództwa | mjr Stanisław Gustowski   |
| oficer dowództwa | kpt. Jan Słoniewski       |
| oficer dowództwa | kpt. Zbigniew Nowosielski |
| oficer dowództwa | por. Władysław Smoszyński |
| oficer dowództwa | por. Henryk Seydak        |
| oficer dowództwa | ppor. Domański            |
| oficer dowództwa | ppor. Barancewicz         |
| kapelan          | ks. kpt. Józef Madeja     |
| lekarz           | kpt. Stefan Żabicki       |
| lekarz wet.      | ppor. Pater               |
| dentysta         | asp. Niemand              |

| oficer łącznikowy przy sztabie pułku     | kpt. Georges Lanfray    |
| oficer łącznikowy przy 1 batalionie      | kpt. Gaston Bon         |
| oficer łącznikowy przy 2 batalionie      | kpt. Robert Dinet       |
| oficer łącznikowy przy 3 batalionie      | kpt. Elie Dubour        |
| oficer łącznikowy przy oficerze-płatniku | ppor. Bernard Descottes |

|                  | kompania dowodzenia       | kompania gospodarcza     | kompania broni towarzyszącej |
| ---------------- | ------------------------- | ------------------------ | ---------------------------- |
| dowódca kompanii | mjr Ludwik Skoczowski     | kpt. Franciszek Szpala   | por. Karol Marcinkowski      |
| oficer kompanii  | por. Zygmunt Łupiński     | kpt. Henryk Kowalski     | ppor. Zbigniew Malinowski    |
| oficer kompanii  | ppor. Władysław Żebrowski | por. Edward Krawczyń     | ppor. Antoni Kozłowski       |
| oficer kompanii  | ppor. Kozłowski           | kpt. Mikołaj Akatof      | ppor. Józef Stal             |
| oficer kompanii  | ppor. Witold Zabłocki     | ppor. Konstanty Łaciński | asp. Mieczysław Bieńczycki   |
| oficer kompanii  |                           | ppor. Leon Holzer        |                              |

|                      | 1 batalion grenadierów           | 2 batalion grenadierów        | 3 batalion grenadierów       |
| oficerowie dowództwa | oficerowie dowództwa             | oficerowie dowództwa          | oficerowie dowództwa         |
| -------------------- | -------------------------------- | ----------------------------- | ---------------------------- |
| dowódca batalionu    | mjr dypl. Antoni Szczerbo-Rawicz | mjr dypl. Adam Szydłowski     | mjr dypl. Jan Fuglewicz      |
| oficer               | kpt. Bolesław Zarębski           | kpt. Ignacy Witkowski         | kpt. Franciszek Derejski     |
| oficer               | ppor. Stanisław Paprocki         | por. Franciszek Cieplik       | por. Ludwik Żyłowski         |
| oficer               | asp. Ludwik Kozbiał              | asp. Adolf Rychter            | asp. Włodzimierz Gołębiewski |
| oficer               | ppor. Mieczysław Zieliński       | ppor. Wiktor Frączak          | ppor. Henryk Popielewski     |
| oficer               |                                  | por. Józef Peszczyński lekarz | asp. Samuel Synajko          |
|                      | 1 kompania                       | 5 kompania                    | 9 kompania                   |
| dowódca              | kpt. Franciszek Gacek            | kpt. Antoni Gibliński         | kpt. Feliks Sitny            |
| oficer kompanii      | por. Stanisław Rombejko          | por. Franciszek Cieplik       | kpt. Franciszek Derejski     |
| oficer kompanii      | por. Bogusław Zboiński           | por. Włodzimierz Dulniak      | por. Ludwik Żyłowski         |
| oficer kompanii      | ppor. Wincenty Sikora            | ppor. Antoni Dziewanowski     | asp. Marian Gołębiowski      |
| oficer kompanii      | ppor. Franciszek Nawara          | ppor. Stanisław Paprocki      | ppor. Henryk Popielewski     |
| oficer kompanii      | asp. Grzegorz Majewski           | asp. Edward Ataszewski        | asp. Samuel Synajko          |
| oficer kompanii      | asp. Paweł Bogacki               |                               |                              |
|                      | 2 kompania                       | 6 kompania                    | 10 kompania                  |
| dowódca kompanii     | kpt. Jan Muszyński               | kpt. Stefan Kazimierczak      | kpt. Antoni Smoczkiewicz     |
| oficer kompanii      | por. Zdzisław Chrząstowski       | por. Stanisław Mrotek         | por. Bolesław Dubicki        |
| oficer kompanii      | ppor. Jan Kisiel                 |                               | ppor. Stanisław Moczulski    |
| oficer kompanii      | ppor. Ludwik Witkowski           | por. Kazimierz Paszkowski     | ppor. Paweł Gasz             |
| oficer kompanii      | ppor. Adam Krejza                | ppor. Jerzy Sieklucki         | asp. Rudolf Scholtz          |
| oficer kompanii      | asp. Paciorek                    | ppor. Tadeusz Piasecki        |                              |
| oficer kompanii      | asp. Ripel                       | asp. Gulczyński               |                              |
| oficer kompanii      | asp. Mojrzesz                    |                               |                              |
| oficer kompanii      | asp. Dittrich                    |                               |                              |
|                      | 3 kompania                       | 7 kompania                    | 11 kompania                  |
| dowódca kompanii     | por. Józef Mucha                 | kpt. Piotr Płocharz           | kpt. Wojciech Nowak          |
| oficer kompanii      | por. Ludwik Mikołowski           | por. Kornel Dobrowolski       | por. Wilhelm Idzi            |
| oficer kompanii      | por. Kazimierz Kosiński          | por. Władysław Sochański      | por. Jan Krukowski           |
| oficer kompanii      | ppor. Kazimierz Rutkowski        | por. Apolinary Grylewicz      | ppor. Michał Łappa           |
| oficer kompanii      | ppor. Wandor                     | ppor. Henryk Godek            | ppor. Śniadecki              |
| oficer kompanii      | asp. Bogusław Horodyński         | asp. Mleczak                  | asp. Tadeusz Wójcik          |
| oficer kompanii      | asp. Władysław Wasilewski        |                               |                              |
|                      | 4 kompania ckm                   | 8 kompania ckm                | 12 kompania ckm              |
| dowódca kompanii     | kpt. Edward Mazurkiewicz         | kpt. Franciszek Jachnik       | por. Ignacy Niwirski         |
| oficer kompanii      | por. Marian Bochenek             | por. Teodor Paschke           | por. Henryk Reucki           |
| oficer kompanii      | por. Zygmunt Ostrowski           | ppor. Marian Kądziela         | ppor. Andrzej Faszcz         |
| oficer kompanii      | ppor. Tadeusz Rybka              | ppor. Wilhelm Burian          | ppor. Matuszewski            |
| oficer kompanii      | ppor. Stanisław Gęborek          | ppor. Jan Theiss              | ppor. Jarosław Dołhun        |
| oficer kompanii      | ppor. Roch Morcinek              | ppor. Stefan Gawlik           | ppor. Stelmachowski          |
| oficer kompanii      | asp. Czesław Chowaniec           | asp. Tadeusz Burchardt        | ppor. Andrzej Waligórski     |
| oficer kompanii      | asp. Wacław Petsch               | asp. Edward Dąb               |                              |
| oficer kompanii      | asp. Dąbrowski                   | asp. Szojkowicz               | asp. Wasław Jastrzębowski    |
| oficer kompanii      |                                  | asp. Józef Bitoński           |                              |
|                      | 1 pluton rozpoznawczy            | 2 pluton rozpoznawczy         | 3 pluton rozpoznawczy        |
| dowódca plutonu      | ppor. Herbert Garncarz           | por. Stanisław Kowalski       | por. Alojzy Kuza             |
| oficer plutonu       |                                  | asp. Zbigniew Keller          | ppor. Michał Lejko           |

## Symbole pułku
Sztandar 

9 maja 1940 w Lens, pod pomnikiem Bojończyków z 1 pułku Legii Cudzoziemskiej wręczono pułkowi sztandar. Ufundowany został przez społeczeństwo Lens, a wyhaftowany na zlecenie biskupa polowego Józefa Gawliny przez siostry Nazaretanki w Paryżu. 25 maja odbyła się przysięga na sztandar. W uroczystości brał udział dowódca dywizji gen. Duch.
W okresie kampanii francuskiej sztandar był przy pułku. 21 czerwca mjr Ludwik Skoczkowski, por. Henryk Saydak i por. Władysław Smoszyński zakopali go w lesie na północny wschód od Marzeley. Według sprawozdania kpt. Feliksa Sitnego - sztandar został wykopany z ziemi i przekazany ppor. Władysławowi Żebrowskiemu. Według słów księdza Chapatte, powtórnie zakopano sztandar w pobliżu Buix. Wielokrotne próby odnalezienia sztandaru zarówno w miejscu ostatnich walk pułku, jak i w Buix zakończyły się niepowodzeniem.
Oznaki na pojazdach
Na prawym błotniku i drzwiach kabiny malowano herb Warszawy.